# Forest Green, Oh Forest Green
Forest Green, Oh Forest Green je první singl americké zpěvačky-skladatelky Holly Mirandy z jejího alba The Magician's Private Library, který vyšel 9. listopadu 2009 v Anglii a 17. listopadu 2009 ve Spojených státech prostřednictvím labelu XL Recordings. Spoluautorem skladby je muzikant Brendan Coon.

## Přijetí kritikou
Ben Schumer z PopMatters popsal tento song jako „jasný singl z alba: malátný, problikávající průběh skladby nádherně doplněný o lesní roh. Avšak zdá se mi, že Miranda zní spíše jako host na svém vlastním songu.“

## Seznam skladeb
| Pořadí | Název                                                       | Délka |
| ------ | ----------------------------------------------------------- | ----- |
| 1.     | Forest Green, Oh Forest Green (Holly Miranda, Brendan Coon) | 2:59  |
| 2.     | Nobody Sees Me Like You Do (Yoko Ono)                       | 3:54  |

## Historie vydání
| Region             | Datum             | Formát            | Vydavatelství |
| ------------------ | ----------------- | ----------------- | ------------- |
| Spojené království | 9. listopad 2009  | digitální stažení | XL Recordings |
| Spojené státy      | 17. listopad 2009 | digitální stažení | XL Recordings |